# Chrysorthenches muraseae
Chrysorthenches muraseae — вид лускокрилих комах родини серпокрилих молей (Plutellidae). Описаний у 2020 році.

## Назва
Вид названо на честь японської ентомологині Масумі Мурасе, яка зібрала типові зразки виду та надала їх дослідникам для вивчення.

## Поширення
Ендемік Японії. Поширений на островах Хонсю та Сікоку.

## Спосіб життя
Личинки живляться листям Podocarpus macrophyllus.